# Fronteira Arábia Saudita–Catar
A fronteira entre a Arábia Saudita e Catar mede apenas 60 quilômetros e delimita a pequena península onde fica o Catar. Separa o país da Arábia Saudita e se estende na direção aproximada leste-oeste, indo do extremo sul do pequeno golfo do Barém até o leste no litoral do golfo Pérsico, já nas proximidades dos Emirados Árabes Unidos.

## História
A fronteira foi definida em 1868, quando o Catar se separou do Barém com o apoio do Reino Unido. A fronteira entre os dois países foi reconhecida por meio de um acordo em 4 de dezembro de 1965, mas sempre houve disputas.
Os termos precisos da implementação do tratado de fronteira foram um ponto de contenção prolongado entre os dois países. Em setembro de 1992, tensões surgiram entre os dois quando as forças sauditas supostamente atacaram um posto de fronteira do Catar, resultando na morte de dois soldados catarenses e na prisão de um terceiro. Um acordo de fronteira foi alcançado entre as duas partes em 1999 e o tratado final foi assinado em 2001.
Em junho de 2017, o conflito latente entre o Catar e a Arábia Saudita eclodiu em uma crise diplomática, e o reino saudita decidiu fechar a fronteira terrestre, bem como as fronteiras marítimas e aéreas (assim como os Emirados Árabes Unidos e Barém).
Em junho de 2018, a Arábia Saudita anunciou que estava planejando construir o Canal de Salwa de 61 quilômetros ao longo do lado saudita da passagem de fronteira de Salwa, a um custo de 745 milhões de dólares. O canal está definido para separar fisicamente o Catar de sua única fronteira terrestre e torná-lo efetivamente uma ilha. Os meios de comunicação na Arábia Saudita sugeriram a possibilidade de o governo saudita dedicar partes do canal a uma instalação militar e a um depósito de lixo nuclear.
A resolução da crise em 4 de janeiro de 2021 permite a reabertura das fronteiras.